# 남아구산주
남아구산주(영어: Province of Agusan del Sur)는 필리핀 민다나오섬에 있는 지방인 카라가 지방에 속한 주로 주도는 프로스페리다드이며 인구는 700,653명(2015년 기준), 면적은 9,989.52 km2이다. 북쪽으로는 북아구산주, 동쪽으로는 남수리가오주, 남동쪽으로는 동다바오주와 콤포스텔라밸리주, 남쪽으로는 북다바오주, 서쪽으로는 부키드논주, 북서쪽으로는 동미사미스주와 인접해 있다.

## 인구
| 연도        | 인구    | ±% p.a. |
| ----------- | ------- | ------- |
| 1903        | 16,077  | —       |
| 1918        | 20,011  | +1.47%  |
| 1939        | 34,902  | +2.68%  |
| 1948        | 37,531  | +0.81%  |
| 1960        | 93,677  | +7.92%  |
| 1970        | 174,682 | +6.42%  |
| 1975        | 213,216 | +4.08%  |
| 1980        | 265,030 | +4.45%  |
| 1990        | 420,763 | +4.73%  |
| 1995        | 514,736 | +3.85%  |
| 2000        | 559,294 | +1.80%  |
| 2007        | 609,447 | +1.19%  |
| 2010        | 656,418 | +2.74%  |
| 2015        | 700,653 | +1.25%  |
| 2020        | 739,367 | +1.06%  |
| Source: PSA |         |         |